# South Tweedsmuir Island
South Tweedsmuir Island är en ö i Kanada.   Den ligger i territoriet Nunavut, i den östra delen av landet, 2 600 km norr om huvudstaden Ottawa. Arean är 160 kvadratkilometer.
Terrängen på South Tweedsmuir Island är platt. Öns högsta punkt är 110 meter över havet. Den sträcker sig 23,8 kilometer i nord-sydlig riktning, och 13,7 kilometer i öst-västlig riktning.
Trakten runt South Tweedsmuir Island består i huvudsak av gräsmarker. Trakten runt South Tweedsmuir Island är nära nog obefolkad, med mindre än två invånare per kvadratkilometer.